# ليونيل نازارينو
ليونيل نازارينو هو لاعب كرة قدم إكوادوري في مركز حراسة المرمى، ولد في 5 أغسطس 1994 في الإكوادور. لعب مع إل. دي. يو. كيتو.

## وصلات خارجية
- ليونيل نازارينو على موقع إي إس بي إن إف سي (الإنجليزية)
- ليونيل نازارينو على موقع قاعدة بيانات كرة القدم.إي يو (الإنجليزية)
- ليونيل نازارينو على موقع Soccerway.com (الإنجليزية)
- ليونيل نازارينو على موقع AS.com (الإسبانية)